# Governador de Svalbard
El Governador de Svalbard (en noruec: Sysselmesteren på Svalbard) representa el Govern Noruec en l'exercici de la seva sobirania sobre l'arxipèlag de Svalbard.
La posició reporta al Ministeri de Justícia de Noruega, però manté tots els interessos noruecs a la zona, incloent la protecció del medi ambient, l'aplicació de la llei, la representació, la mediació i la matèria civil, com el matrimoni, el divorci. Una part important de la posició és mantenir bones relacions de treball amb la comunitat russa a Barentsburg.
Amb aquesta finalitat, l'organització del governador consisteix en:
- Una secció de personal amb intèrprets que parlen rus i assessors en matèria legal, turisme, etc.
- Una secció per fer complir la llei
- Una secció de protecció del medi ambient
- Una secció administrativa, incloent l'arxivat, la gestió financera i de suport d'TI

L'oficina del governador també té a la seva disposició diversos helicòpters, motos de neu, llanxes ràpides i altres equips necessaris per complir les seves responsabilitats. El pressupost anual de l'oficina està determinada per l'Storting noruec, i s'executa en 60 milions de NOK, dels quals la major part s'utilitza per al transport.

## Llista de governadors de Svalbard
| Nom                             | Inici | Final   |
| ------------------------------- | ----- | ------- |
| Johannes Gerckens Bassøe        | 1925  | 1933    |
| Helge Ingstad (en funcions)     | 1933  | 1935    |
| Wolmar Tycho Marlow             | 1935  | 1941    |
| Vacant                          | 1941  | 1945    |
| Håkon Balstad                   | 1945  | 1956    |
| Odd Birketvedt                  | 1956  | 1960    |
| Finn Backer Midtbøe             | 1960  | 1963    |
| Tollef Landsverk                | 1963  | 1967    |
| Stephen Stephensen              | 1967  | 1970    |
| Fredrik Beichmann               | 1970  | 1974    |
| Leif Eldring                    | 1974  | 1978    |
| Jan Grøndahl                    | 1978  | 1982    |
| Carl Alexander Wendt            | 1982  | 1985    |
| Leif Eldring                    | 1985  | 1991    |
| Odd Blomdal                     | 1991  | 1995    |
| Ann-Kristin Olsen               | 1995  | 1998    |
| Morten Ruud                     | 1998  | 2001    |
| Odd Olsen Ingerø                | 2001  | 2005    |
| Sven Ole Fagernæs (en funcions) | 2005  | 2005    |
| Per Sefland                     | 2005  | 2009    |
| Odd Olsen Ingerø                | 2009  | 2015    |
| Kjerstin Askholt                | 2015  | 2021    |
| Lars Fause                      | 2021  | Titular |